# Colosova, Stînga Nistrului
Colosova (în germană Bergdorf) este satul de reședință al comunei cu același nume din Unitățile Administrativ-Teritoriale din Stînga Nistrului (Transnistria), Republica Moldova. Satul a fost locuit de germanii pontici.

## Istorie
Satul a fost fondat în 1809 sub numele Bergdorf de un grup de coloniști germani.
În 1814 în sat erau 61 de gospodării. Recensământul din 1859 a înregistrat în colonie 126 de gospodării și 1355 de locuitori, o biserică și o școală primară.
Până în 1897, în sat locuiau 1436 de oameni.
La începutul secolului XX, o parte din locuitori au emigrat în America de Nord, cealaltă în regiunea Turgai (Kazahstanul de azi).
Odată cu stabilirea puterii sovietice, a început colectivizarea, mulți coloniști germani au fost supuși represiunii. Satul a fost redenumit în Колосово (Kolosovo). După 1941, toți nemții care locuiau în sat au fost repatriați în Germania, astfel că la recensământul din 1949 nu mai exista aici nici măcar un locuitor de naționalitate germană.
În perioada sovietică, în sat a fost organizată o fermă colectivă, a fost deschisă o școală de opt ani, un club cinema, o bibliotecă, oficiu poștal, o grădiniță și magazin.